# 歯肉アメーバ
歯肉アメーバ（しにくアメーバ、学名: Entamoeba gingivalis）は、アメーボゾアのアーケアメーバ綱エントアメーバ属に属する嫌気性アメーバの1種である。ヒトの口腔内に生育するが、基本的に病原性は示さない。アメーバ細胞（栄養体）は葉状仮足をもち活発に運動し、細菌や白血球を捕食する（図1）。核小体は小さく中央に位置し、核膜に沿った染色質は均一に分布している。シストが見つかっておらず、ヒトからヒトへ栄養体が直接感染していると考えられている。

## 特徴
アメーバ細胞（栄養体、トロフォゾイト）のみが知られており、シスト形成は確認されていない。アメーバ細胞は直径 5–30 µm であり、変異が大きい（ふつうは10–20 µm）。外質は透明、内質は顆粒状で分化は明瞭（図1, 2）。ときに複数の仮足（偽足）を形成して活発に運動する（図2）。核は1個、直径 2–4 µm、核小体は小さく、中央に位置し、また核膜に沿った染色質は均質（図1, 2）。白血球や細菌などを捕食し、まれに赤血球を取り込む（図2）。
ヒトの口腔内に生育する。二分裂によって増殖するが、エントアメーバ属で一般的なシスト形成が確認されていない。

## 人間との関わり
歯肉アメーバは世界中でヒトの口腔内に生育し、極めて普遍的で歯科患者の59%、口腔が清潔な人の32%で認められたとする報告がある。歯根と歯肉の間などに多いが、歯槽膿漏の部分には特に多く、歯槽膿漏患者の80%以上に見られたとする報告もある。ただし、組織には侵入せず、一般的には歯槽膿漏を引き起こしているとは考えられていない。症状の悪化に寄与している可能性はある。扁桃腺窩に見られることもある。義歯に存在することもある。また、肺に侵入してアメーバ性肺膿瘍症となった例が報告されている。子宮内避妊装置使用者の生殖管に高頻度で見られるとの報告もある。
伝播様式は不明であるが、シスト形成が確認されておらず、飛沫、接吻、箸、スプーンなどによる栄養体の直接感染であると考えられている。
人間が初めて認識した人体内生アメーバであり、Gros (1849) によってロシアで歯の表面の歯石から報告された。